# Ácsán Szaó Kantaszíló
Ácsán Szaó Kantaszíló (?, 1859. november 2. – ?, 1941. február 3.) vagy Luang Pu Sao thai buddhista szerzetes (bhikkhu) volt. A tiszteletreméltő Ácsán Mun tanítójaként, és a thai erdei hagyomány egyik alapítójaként tekintenek rá.

## Élete
Ácsán Szaó 20 éves volt, amikor megkapta szerzetesi felavatását a Mahá-nikája rendben. 1887-ben a Dhammajuttika rend tagja lett. Mindkettő az Ubon Ratcsathani tartományban történt.
Ács Szaó legismertebb és legnagyobb tiszteletben álló tanítványa Ácsán Mun Bhuridatta maháthéra volt. Gyakran vándoroltak együtt Thaiföld és Laosz erdeiben, követve a thudong hagyományt (a dhutanga páli szó thai kiejtése), amely az emberektől távoli helyeken való szigorú aszkéta életmódot jelent (13 aszkéta gyakorlat követése, amelyek a théraváda Páli Kánonban is szerepelnek).

## Tanításai
Ács Szaóra rendkívül nagy hatást gyakoroltak a saját gyakorlásában, illetve a tanítványai tanításában a dhammajuttika rend alapítójának Szomdet Phra Vanarat Buddhasziri (1806-1891) módszerei. Ezeket a módszereket foglalja össze a “Csaturarakka Kammathána", azaz a “A védelmet adó meditáció négy tárgya”. Később azonban ezt a rendet is elhagyta és Ácsán Munnal együtt egy erdei kolostorban tanulmányozták a théraváda kánont és a magyarázószövegeket. A megvilágosodáshoz vezető út keresése közben sokat vándoroltak Laosz, Burma és Thaiföld középső részén. Úgy vélték, hogy az ösvény továbbra is létezik az emberek számára, csak azt nem a régi szokásokban és a szövegekben lehet megtalálni. A tanítások vizsgálatán és tiszteletén át a tudat váratlan felismeréseket tehet szert, amelyeket ismételten próbára téve vizsgálhat, hogy az megfelel-e tényleg a valóságnak. Próbálkozások és hibák sorozatán keresztül lehet elérni a megvilágosodás állapotát. Tanítványai számára a praktikus képességek megszerzését tartotta fontosnak, amelyhez többféle meditációs technikát tanított. Ács Szaóra tanárként arra buzdította tanítványait, hogy szorgalmasan, kitartóan és rendszer szerint gyakoroljanak. A hajnali 3 órakor történő ébredést javasolta, amely után az ülő és a sétáló meditációt kellett gyakorolni este 10 óráig.
A tanítványai által használt meditációk közé tartozik a sétáló és az ülő meditáció. Az ülőmeditáción túlmenően a gyakorlónak el kell sajátítania a test és a tudat tudatosságát minden testtartásban: állva, ülés közben és fekve is. Az ülőmeditáció közben a tudatot olyan hagyományos módszerekkel csillapítják le, mint a légzés tudatossága gyakorlat (ánápánaszati). A Buddho mantra mentális hangolását a légzésre való összpontosítás fenntartására használják (a belégzés a Bud és a kilégzés a dho), illetve használják a 32 testrészen való meditációt is (lásd még: Patikkúlamanaszikára). A meditáló a szamádhi (koncentráció) három szintjén megy át. A khanika-szamádhiban a tudat csak egy rövid időre nyugszik meg, az upacsara-szamádhiban tovább, majd az appana-szamádhiban eléri a dhjána szintet. A megfelelő koncentrációs szint elérése után elmélkednek a létezés három jellemzőjén (mulandóság, szenvedés és éntelenség), amely után megtörténik a belátás és a tudatlanság megszűnik. Nem tesznek különbséget a szamatha és a belátás (vipasszan) meditációk között. Együtt használják a kettőt.

## Halála
82 éves korában hunyt el egy Tjampatszak tartománybeli kolostorban, miközben az Upószatha nagyterem Buddha-szobra előtt leborulást végzett az teljes tudatosság közepette. Elhamvasztása után a hamvait Thaiföld különböző tájain élő emberek kapták. A követői állítása szerint maradványai átváltoztak különböző színárnyalatú, kristályszerű relikviává (páli: saríra-dhátu).

## További hivatkozások
- The Customs of the Noble Ones, - Thánisszaró Bhikkhu jellemzése az thai eredei hagyományt illetően.(angolul)
- A Heart Released - The Teachings of Phra Ajaan Mun Bhūridatta Thera, Ácsán Mun ceremóniarészletek 1944-45 között. (ford: Thánisszaró Bhikkhu)(angolul)
- Princeton Dictionary of Buddhism (Ajahn Mun Bhūridatta). Princeton, NJ: Princeton University Press, 22. o. (2013. március 25.). ISBN 9780691157863(angolul)
- Venerable Ācariya Mun Bhuridatta Thera: A Spiritual Biography, (online html) "The biography of Ven. Ācariya Mun Bhuridatta composed by his disciple and fellow Ven. Ācariya Maha Boowa Ñānasampanno. történetek(angolul)
- Patipada – Venerable Ācariya Mun's Path of Practice, a Dhutanga Kammaṭṭhāna gyakorlatok.(angolul)